# Carmesí (álbum)
Carmesí es el primer álbum de estudio de José Madero, quien fue vocalista de la banda mexicana de rock alternativo Panda desde su formación en 1996, hasta su disolución en 2016. Fue lanzado el 29 de abril del 2016 y fue certificado en octubre del mismo año como disco de oro por sus altas ventas.
En noviembre del mismo año, salió a la venta una edición Deluxe, la cual contiene 5 canciones extras: tres covers, y dos canciones originales que quedaron fuera del disco, además de un DVD que registra el proceso de grabación del disco.

## Antecedentes
En el marco del descanso que el grupo Panda decidió tomarse, el día 28 de marzo del 2016 José Madero reveló en sus redes sociales la noticia de su primer álbum llamado  Carmesí, producido por él mismo. Unas semanas antes de este anuncio, Madero ya había lanzado Lunes 28, una primera probada de lo que sería su trabajo como solista, pero sin dar mayor información al respecto.
La composición del disco tuvo dos etapas: la mayoría de las canciones fueron escritas entre el 2008 y el 2010, pero nunca fueron usadas para ningún proyecto de Panda, ni tampoco para externos. Es a partir del hecho del descanso de la banda que José decide tomar esas canciones y grabarlas, junto con otras compuestas durante el 2015 especialmente para el disco. En total, el álbum contiene 13 canciones, las cuales, según el cantautor, no varían mucho de Panda líricamente, pero sí musicalmente, pues se experimenta con nuevos sonidos, ritmos e instrumentos.

## Sonido y estilo musical
El álbum tiene sonidos variados, resultado de mezclas entre instrumentos acústicos y eléctricos a lo largo del mismo, que podría definir su género como pop rock, o pop alternativo. Sin embargo, varias canciones tienen su personalidad propia y su estilo marcado. Temas como, por ejemplo, Teo, el gato persa rinde su declaración con su característica flauta, mantiene un alegre ritmo folk rock, en cambio canciones como Literatura rusa y Puerto partida nos muestran en su sonido elementos característicos del jazz o del R&B. Por otro lado, canciones como Entre comillas y Abril nos recuerdan aquellos ritmos que Panda solía utilizar en algunas de sus canciones, en contraste de temas como El mundo de mi almohada y Con ustedes, la rocola humana que mantienen un ritmo pop rock simple.
Por su parte, José Madero ha expresado que el sonido de Carmesí "no es rock" pero que tampoco encaja en el "pop" convencional, mencionando que "aún no le ha logrado aterrizar un género" pero si tuviera que definirlo lo definiría como pop alternativo.

## Sencillos
Carmesí contó con tres sencillos promocionales oficiales, excluyendo de este modo la canción Lunes 28, que cumplió la función de dar a conocer el proyecto a los fanes.
El primer sencillo oficial del disco, Plural Siendo Singular, se estrenó y puso a la venta el día 8 de abril del 2016, logrando más de 3 millones de visitas en su primer mes en Youtube. Además, logra posicionarse como una de las 10 canciones de pop en español más tocadas en radios mexicanas durante mayo y junio, así como estar dentro del Top 30 General (incluye música regional y Pop Anglo) durante los mismos meses, de acuerdo a Monitor Latino. En el conteo anual de la misma plataforma, el sencillo figura en el puesto #38 de las 100 canciones Pop más tocadas en México durante el año 2016.
El segundo sencillo del disco es la canción Sinmigo, lanzada oficialmente el 19 de agosto, tanto en radios como el video oficial. El video fue filmado en el Parque nacional Cumbres del Ajusco, en la Ciudad de México, y trata de hacer una analogía con lo ocurrido con el cantante en una firma de autógrafos en abril de 2016. La canción también logró mantenerse durante semanas en los rankings de las canciones más tocadas en las radios mexicanas, llegando a posicionarse en el puesto #64 de las 100 canciones Pop más tocadas en radios de México en el 2016.
Fue la alta rotación en radios de estos dos sencillos lo que llevó a monitorLATINO a nombrar a José Madero como el Artista Revelación México del 2016, destacando los frutos de su primer trabajo como solista durante el año.
El tercer y último sencillo de Carmesí fue Literatura Rusa, lanzado el 30 de enero de 2017. Madero eligió esta canción, por sobre otras favoritas del público, por considerarla una de las canciones más amigables del disco, siendo una balada pop muy digerible, además de afirmar que es una en la que mejor canta. El video que acompaña la canción fue grabado en El Paso, Texas en septiembre del 2016, y está basado en un cuento del autor favorito del cantante, Stephen King ("The man who loved flowers", incluido en el libro Night Shift). La historia del cuento, y, por tanto, del video, no guarda relación alguna con la letra de la canción, pero marca un comienzo definido por parte de Madero de querer agregar a sus videos musicales un tinte de terror, el cual también se ve, aunque más sutilmente, en Sinmigo.

## Controversias
Anuncio del proyecto solista
El día jueves 10 de diciembre de 2015, el grupo Panda anunciaba mediante una conferencia de prensa su retiro temporal de los escenarios para tomarse un descanso indefinido, y así dar espacio a proyectos personales de cada integrante del grupo mientras durara este descanso. Uno de esos proyectos, fue el primer álbum solista del vocalista José Madero, aunque en ese entonces no se mencionó nada al respecto. 
Por su parte, el grupo anunció un último concierto el día domingo 28 de febrero de 2016, en la Ciudad de México, llamado Pxndx Hasta El Final para despedirse temporalmente de sus fanes. A las 0:00 del día lunes 29 de febrero, es decir, tan sólo unos minutos después de culminado el último concierto del grupo, apareció en distintos servicios de streaming, como Spotify o Deezer, la canción Lunes 28, donde figuraba como intérprete el nombre de José Madero. Esto fue acompañado horas más tarde con el lanzamiento en Youtube de un lyric video para la canción, así como de un canal oficial de VEVO para el cantante, dejando claro que se trataba del inicio de un proyecto en solitario. Este hecho generó confusión en los fanes, recibiendo la canción reacciones mixtas. Mientras algunos comentaban a favor de la canción, otros consideraban una falta de respeto que la misma se haya lanzado tan inmediatamente después de haber terminado el concierto de despedida de PXNDX.
Entendiendo la multiplicidad de reacciones recibidas, y a modo de permitir un luto a sus fanes, Madero se mantuvo al margen y mantuvo silencio sobre la canción por un par de semanas, para luego aclarar que, en efecto, se trataba de una canción que formaría parte de su primer disco como solista próximo a estrenar. Más tarde, el cantante se disculpó y aclaró en su podcast que se había acordado con la disquera el lanzar un "pre-sencillo" promocional del álbum después del último concierto, pero que él no esperaba que fuese tan pronto, argumentando que también él se había impactado con el lanzamiento.

Firma de autógrafos
El día jueves 28 de abril de 2016, Madero realizó una firma de autógrafos en la Ciudad de México para celebrar el lanzamiento de Carmesí, el cual sería un día después. Esta firma fue brevemente transmitida en vivo en Facebook por la tienda responsable del evento, transmisión en la cual podía verse al cantante limpiándose la cara con una servilleta después de que algunas de sus fanes lo besaran. 
El video rápidamente se viralizó por diferentes redes sociales, recibiendo muchas críticas por el gesto que tuvo durante esta firma de discos, algo que muchos interpretaron como aburrimiento o hartazgo.
José declaró horas después en su cuenta oficial de Twitter: “No me limpié besos, me limpié labial. Lo hice de frente, en público. En ningún momento fue una acción despectiva. Sería como limpiarme el sudor para seguir realizando mi actividad, jamás me negué para un beso".
Una semana después, en el podcast Dos nombres comunes que realiza junto con el empresario Andreas Östberg, José Madero explica lo sucedido y confiesa que el lanzamiento del álbum se vio mermado por este acontecimiento, y que el bochornoso suceso dio más de que hablar que el propio disco solista, el cual pasó casi desapercibido por medios de comunicación en general.
A raíz de esto, los comentarios negativos acerca del artista se acrecentaron a niveles nunca antes vistos, incluso a mayor nivel de la controversia ocurrida en 2006 sobre los supuestos plagios del grupo.
A pesar del tropezado comienzo, Madero ha logrado muy buena recepción en sus conciertos, llenando dos veces el Teatro Metropolitan en la Ciudad de México y presentándose con gran éxito en los demás recintos que visitó su llamado Tour Carmesí, a lo largo de varias ciudades de la república mexicana y en algunas ciudades de Sudamérica. Además, el disco logró posicionarse en los primeros lugares de ventas -tanto físicas como digitales- a las pocas semanas, convirtiéndose en disco de oro en octubre del mismo año, y sus dos primeros sencillos tuvieron alta rotación en radio.

## Lista de canciones
Todas las canciones escritas y compuestas por José Madero, excepto en las que se indica. 
| Edición estándar |                                           |          |  |
| N.º              | Título                                    | Duración |  |
| 1.               | «Lunes 28»                                | 3:54     |  |
| 2.               | «Con ustedes, la rocola humana»           | 3:41     |  |
| 3.               | «Literatura rusa»                         | 3:39     |  |
| 4.               | «No como el filme»                        | 4:05     |  |
| 5.               | «Entre comillas»                          | 2:55     |  |
| 6.               | «Plural siendo singular»                  | 3:30     |  |
| 7.               | «Abril»                                   | 4:31     |  |
| 8.               | «Teo, el gato persa rinde su declaración» | 3:55     |  |
| 9.               | «Puerto Partida (Soy un cobarde)»         | 4:28     |  |
| 10.              | «Sinmigo»                                 | 3:27     |  |
| 11.              | «El mundo de mi almohada»                 | 3:59     |  |
| 12.              | «¿A poco no?»                             | 3:52     |  |
| 13.              | «Siempre tendremos Dallas»                | 4:12     |  |
| 50:08            |                                           |          |  |

| Edición deluxe |                                                                         |                                                         |          |  |
| N.º            | Título                                                                  | Escritor(es)                                            | Duración |  |
| 14.            | «Conversaciones Sobre Anatomía»                                         |                                                         | 4:17     |  |
| 15.            | «Sólo un Momento» (cóver de Vicentico)                                  | Gabriel Julio Fernández Capello y Gerardo Horacio López | 4:20     |  |
| 16.            | «El pájaro vio el cielo y se voló» (cóver de Los Auténticos Decadentes) | Jorge Aníbal Serrano                                    | 3:45     |  |
| 17.            | «El camino a pie»                                                       |                                                         | 4:25     |  |
| 18.            | «Monumental» (cóver de Husky)                                           | Andrés Jesús Zablah Montes de Oca                       | 3:23     |  |
| 70:10          |                                                                         |                                                         |          |  |

## Personal
- José Madero - Voces, Guitarras, Ukulele, Flauta Irlandesa
- Rodrigo Monfort "Bucho" - Teclados
- Andrés Zablah - Bajo
- "Pecas" Martínez - Batería
- Federico Caballero - Percusiones

#### Otros
- Ana Karen Lazcano - Cello
- Temo Santos - Acordeón
- Eduardo Gaytán - Flauta transversal
- Pablo Gonzáles Sarre - Contrabajo
- Jesús Sanchez - Corno Francés
- Eugenio Rosales - Trombón
- Pablo Martinez - Trompeta
- Stefan Darakchiev - Viola
- Paloma Moreno - Violín
- Pedro Fundora - Violín
- Gil Elguezabal - Grabación, Mezcla
- Jaime Cavazos - Masterización
- Carlos Rubio - Arte

## Posicionamiento en listas
| México | Top 20 Album | 2 |

| México | Top 100 México | 50 |

## Tour Carmesí
La gira de conciertos para promocionar el disco comenzó el mes de septiembre de 2016 en la ciudad de Puebla, México. El tour se extendió hasta mediados del año 2017 con alrededor de 30 shows, incluyendo dos fechas repletas en el Teatro Metropólitan, además de shows por varias ciudades de la República y de Sudamérica.
| Fecha                    | Ciudad           | País      | Lugar                                       | Concepto                        |
| ------------------------ | ---------------- | --------- | ------------------------------------------- | ------------------------------- |
| 23 de septiembre de 2016 | Puebla           | México    | Auditorio del CCU BUAP                      | Tour Carmesí                    |
| 24 de septiembre de 2016 | Guadalajara      | México    | Teatro Diana                                | Tour Carmesí                    |
| 29 de septiembre de 2016 | Ciudad de México | México    | Teatro Metropólitan                         | Tour Carmesí                    |
| 30 de septiembre de 2016 | Ciudad de México | México    | Teatro Metropólitan                         | Tour Carmesí                    |
| 14 de octubre de 2016    | Monterrey        | México    | Auditorio Pabellón M                        | Tour Carmesí                    |
| 22 de octubre de 2016    | León             | México    | Foro del Lago, Parque Explora               | Tour Carmesí                    |
| 28 de octubre de 2016    | Ciudad Obregón   | México    | Auditorio de la Expo                        | Exa Party Halloween             |
| 31 de octubre de 2016    | Ciudad de México | México    | World Trade Center                          | IX Convención monitorLATINO     |
| 4 de noviembre de 2016   | Mexicali         | México    | Carpa del FEX                               | Tour Carmesí                    |
| 5 de noviembre de 2016   | Tijuana          | México    | Black Box Tijuana                           | Tour Carmesí                    |
| 12 de noviembre de 2016  | Oaxaca           | México    | Club de Leones                              | Tour Carmesí (Evento cancelado) |
| 17 de noviembre de 2016  | Tepoztlán        | México    | Club Deportivo La Presa                     | TepozFest                       |
| 2 de diciembre de 2016   | Metepec/Toluca   | México    | Ex Recinto Ferial (reubicado al Foro Landó) | Tour Carmesí                    |
| 3 de diciembre de 2016   | Estado de México | México    | Foro Felipe Villanueva, Parque Naucalli     | Tour Carmesí                    |
| 13 de diciembre de 2016  | Santiago         | Chile     | Teatro Cariola                              | Tour Carmesí                    |
| 15 de diciembre de 2016  | Buenos Aires     | Argentina | Groove                                      | Tour Carmesí                    |
| 17 de diciembre de 2016  | Lima             | Perú      | Estadio Universidad San Marcos              | Festival VIVO X EL ROCK         |
| 16 de febrero de 2017    | Ciudad de México | México    | Bulldog Café                                | Tour Carmesí                    |
| 18 de febrero de 2017    | Morelia          | México    | Multiforo M                                 | Tour Carmesí                    |
| 19 de febrero de 2017    | Texcoco          | México    | Doppler Bar                                 | Tour Carmesí                    |
| 19 de mayo de 2017       | Tijuana          | México    | Estadio Caliente                            | Unifest UABC                    |
| 1 de junio de 2017       | San Luis Potosí  | México    | Centro Cultural Universitario Bicentenario  | Tour Carmesí                    |
| 3 de junio de 2017       | Guadalajara      | México    | Plaza de la República                       | Festival GDL Joven 2017         |
| 18 de junio de 2017      | Monterrey        | México    | Parque Fundidora                            | Machaca Fest 2017               |
| 22 de junio de 2017      | Santa Cruz       | Bolivia   | The Dubliner                                | Tour Carmesí                    |
| 23 de junio de 2017      | La Paz           | Bolivia   | Coliseo Don Bosco                           | Tour Carmesí                    |
| 24 de junio de 2017      | Lima             | Perú      | Help! Retro Bar                             | Tour Carmesí                    |
| 25 de junio de 2017      | Guayaquil        | Ecuador   | Centro de Convenciones                      | Tour Carmesí                    |